# Sympycnus grandicornis
Sympycnus grandicornis är en tvåvingeart som beskrevs av Van Duzee 1930. Sympycnus grandicornis ingår i släktet Sympycnus och familjen styltflugor. Inga underarter finns listade i Catalogue of Life.